# Abraham Harkavy

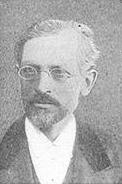
Abraham Harkavy.

Abraham Jakovlevitj Harkavy (ryska Авраам Яковлевич Гаркави), född den 27 oktober 1835 nära Minsk, död den 15 mars 1919, var en rysk orientalist av judisk börd.
Harkavy, som var bibliotekarie vid kejserliga biblioteket i Sankt Petersburg, gjorde sig ryktbar genom sin verksamhet som handskriftsutgivare (Studien und Mitteilungen aus der Petersburger kaiserlichen Bibliothek, 1879 ff., kataloger över bibliotekets samaritanska och hebreiska manuskript 1874-1875) och filolog (arbeten om Jehuda-ha-Levi 1896 med flera). 